# La Nostra Vita
La nostra vita es una película franco-italiana de 2010 dirigida por Daniele Luchetti y protagonizada por Elio Germano. 
Compitió por la Palma de Oro en el Festival de Cine de Cannes de 2010. Elio Germano fue ganador de Mejor Actor en el festival, premio compartido  con Javier Bardem.

## Sinopsis
Claudio (Elio Germano) es un joven trabajador de la construcción que vive una vida feliz con su esposa embarazada Elena (Isabella Ragonese) y sus dos hijos en Roma. Manejan juntos sus dificultades diarias con amor y complicidad. Un día en el sitio de construcción, Claudio descubre el cadáver de un trabajador rumano ilegal que murió mientras trabajaba intoxicado, pero decide no informar el descubrimiento por temor a que el sitio se cierre. Su vida se sorprende aún más cuando Elena muere mientras da a luz a su tercer hijo, justo después de sus vacaciones. Este es el comienzo de una nueva fase para Claudio, que ahora se concentra en hacerse más rico y en comprar "cosas" para sus tres hijos con la esperanza de hacerlos más felices después de perder a su madre. Claudio chantajea a su empleador, Porcari, sobre el trabajador rumano muerto, exigiendo que supervise su propio sitio de construcción a cambio de su silencio. Claudio obtiene todo el negocio de la construcción, no solo el negocio de construcción de muros.
Claudio obtiene 50,000 euros de su vecino narcotraficante Ari para comenzar el trabajo. Un día, la examante del rumano Gabriela (Alina Madalina Berzunteanu) y su hijo Andrei (Marius Ignat) vienen a buscar al hombre desaparecido, pero Claudio no les cuenta la verdad. Se hace amigo de Gabriela y tiene relaciones sexuales con ella. Le ofrece trabajo a Andrei y le permite quedarse en su departamento con su familia. Sin embargo, cada vez más dificultades ponen a Claudio en una situación desesperada. Claudio pronto se queda sin dinero y tiempo. El trabajo de construcción está retrasado. Claudio tampoco puede pagar a los trabajadores ilegales, y eventualmente renuncian y roban el equipo de Claudio. Más tarde, Claudio le dice a Andrei la verdad sobre su padre y Andrei se va, enojado. Claudio le pide a Porcari que le dé más tiempo para el trabajo de construcción, pero es rechazado.
Claudio finalmente recurre a su hermano, Piero (Raoul Bova) y su hermana, Loredana (Stefania Montorsi) para pedir prestado más dinero para el trabajo. Contrata trabajadores más caros y logra terminar el trabajo de construcción. También puede pagar sus deudas. Él anima a Piero a mostrarle a Gabriela su amor. Andrei, sin embargo, todavía está enojado con Claudio. La película termina con Claudio permitiendo que todos sus hijos duerman en su cama que una vez compartió con Elena. Anteriormente, había prohibido a sus hijos jugar, lo que demuestra que ha cambiado su visión de la vida y ahora le da importancia a lo que tiene un valor real.

## Reparto
- Elio Germano como Claudio.
- Isabella Ragonese como Elena.
- Raoul Bova como Piero.
- Stefania Montorsi como Liliana.
- Luca Zingaretti como Ari.
- Giorgio Colangeli como Porcari.
- Alina Madalina Berzunteanu como Gabriela.
- Marius Ignat como Andrein.
- Awa Ly como Celeste.
- Emiliano Campagnola como Vittorio.

## Lanzamiento
La película se estrenó en Italia el 21 de mayo de 2010. Al 20 de junio de 2010, Taquilla Mojo informó que la película había recaudado 3.805.514 dólares (3.075.807 euros) en la taquilla italiana.

## Recepción

### Reconocimiento
| Organización              | Categoría               | Nominado                                                                        | Resultado |
| ------------------------- | ----------------------- | ------------------------------------------------------------------------------- | --------- |
| Premio del Cine Europeo   | Mejor Actor             | Elio Germano                                                                    | Nominado  |
| Globo de oro italiano     | Mejor Actor             | Elio Germano                                                                    | Nominado  |
| Premio David di Donatello | Mejor Película          | Daniele Luchetti Riccardo Tozzi Marco Chimenz Giovanni Stabilini Fabio Conversi | Nominados |
| Premio David di Donatello | Mejor dirección         | Daniele Luchetti                                                                | Ganadora  |
| Premio David di Donatello | Mejor guion             | Daniele Luchetti Sandro Petraglia Stefano Rulli                                 | Nominados |
| Premio David di Donatello | Mejor actor             | Elio Germano                                                                    | Ganador   |
| Premio David di Donatello | Mejor actor de reparto  | Raoul Bova                                                                      | Nominado  |
| Premio David di Donatello | Mejor actriz de reparto | Isabella Ragonese                                                               | Nominada  |
| Premio David di Donatello | Mejor edición           | Mirco Garrone                                                                   | Nominado  |
| Premio David di Donatello | Mejor sonido            | Bruno Pupparo                                                                   | Ganador   |

Festival
| Festival           | Categoría   | Nominado                                | Resultado |
| ------------------ | ----------- | --------------------------------------- | --------- |
| Festival de Cannes | Mejor Actor | Elio Germano (empate con Javier Bardem) | Ganador   |
| Festival de Cannes | Palme d'Or  | Daniele Luchetti                        | Nominada  |